# Wilhelm Rehmann
Alexander Robert Wilhelm Rehmann (* im 18. oder 19. Jahrhundert; † im 19. Jahrhundert) war ein deutscher Gutsbesitzer und Politiker.
Wilhelm Rehmann diente in der preußischen Armee und schied als Leutnant aus dem Dienst aus. Er war 1839 bis 1845 Besitzer des Rittergutes Hammer bei Driesen, Kreis Friedeberg. 1845 verkaufte er das Gut an August von Rochow und lebte danach als Rentier.
Er war im Spätsommer 1848 Mitgründer des in Friedeberg schnell wachsenden Preußenvereins („für ein starkes Königtum“) und stand in politischer Gegnerschaft zum Konstitutionellen Verein und der Landsberger Zeitung „Politische Wochenschrift“. 1850 war er Mitglied im Volkshaus des Erfurter Unionsparlaments.